# Göhlen
Göhlen település Németországban, Mecklenburg-Elő-Pomeránia tartományban. Lakosainak száma 568 fő (2023. december 31.).

## Népesség
A település népességének változása:
| Lakosok száma | 334  | 582  | 559  | 567  | 568  |
|               | 2017 | 2019 | 2021 | 2022 | 2023 |